# Sean Casey (homme politique canadien)
Pour les articles homonymes, voir Sean Casey et Casey.
Sean Casey QC, BBA, LL.B., né le 16 mai 1963 à Saint-Jean de Terre-Neuve, est un homme politique de l'Île-du-Prince-Édouard.
Il est actuellement député à la Chambre des communes du Canada, représentant la circonscription prince-édouardienne de Charlottetown depuis 2011 sous la bannière du Parti libéral du Canada.

## Biographie
Né à Saint-Jean à Terre-Neuve-et-Labrador, Sean Casey étudia à l'Université Saint-Francis-Xavier d'Antigonish et à l'école de loi de l'Université Dalhousie d'Halifax. En 1989, il rejoignit la firme Stewart McKelvey avec laquelle il travailla avec Shawn Murphy, qui deviendra député fédéral de Charlottetown. Il commence sa carrière politique sur la scène provinciale en devenant président du Parti libéral de l'Île-du-Prince-Édouard de 2003 à 2007. Il démissionna de son poste quelque temps après la victoire des Libéraux alors menés par Robert Ghiz. Son épouse Kathleen Casey est présentement députée provinciale de Charlottetown-Lewis Point depuis 2007 ainsi que présidente de l'Assemblée législative.
Apprenant l'intention de Shawn Murphy de ne pas se représenter, Casey se annonça sa candidature et fut élu en 2011. En juin 2011, il devint porte-parole de l'opposition libérale en matière d'Anciens combattants et de Justice.